# هنري كرين
هنري كرين (بالإنجليزية: Henry Crane)‏ هو لاعب كرة قدم أسترالية أسترالي، ولد في 12 سبتمبر 1869 في بالارات في أستراليا، وتوفي في 12 مايو 1921 في Brighton, Victoria ‏ في أستراليا.

## وصلات خارجية
- هنري كرين على موقع AustralianFootball.com (الإنجليزية)
- هنري كرين على موقع AFLtables.com (الإنجليزية)